# Their Greatest Hits (1971-1975)
Their Greatest Hits (1971-1975) is het eerste verzamelalbum van de Amerikaanse band  Eagles. Het is wereldwijd een van de best verkochte albums aller tijden. 

## Introductie
Op het album Their Greatest Hits (1971-1975) staat een selectie van nummers die oorspronkelijk staan op de albums Eagles (1972), Desperado (1973), On the Border (1974) en One of these nights (1975). Van de tien tracks op dit album zijn negen op single uitgebracht, alleen de titeltrack van het tweede album Desperado is niet op single verschenen.  

## Muzikanten
De band is opgericht door:
- Glenn Frey – gitaar, zang en piano
- Bernie Leadon – gitaar, banjo, pedaal steelgitaar, mandoline en zang
- Randy Meisner – basgitaar, zang
- Don Henley – drums, zang

Tijdens de opnames van On the Border heeft de groep Don Felder (solo gitaar en slide gitaar) ingeschakeld. Met die versterking kon de band een steviger rockgeluid spelen. 

## Muziek
Het album bestaat onder meer uit countryrock (zoals Tequila sunrise en Peaceful easy feeling), ballads (o.a. Best of my love) en rock (zoals Already gone). De meeste nummers zijn geschreven door Don Henley en Glen Frey. De overige bandleden Randy Meisner en Bernie Leadon hebben ook wel nummers geschreven voor de albums van de band, maar  van hen beiden staat slechts een co-compositie  op dit album.  
De strijkinstrumenten zijn gearrangeerd door Jim Ed Norman, die onder meer piano speelt op Lyin’eyes en Take it to the limit. 

## Tracklijst

### kant een
1. Take it easy - (Jackson Browne en Glen Frey) van Eagles, 1972  - duur: 3:29
2. Witchy woman – (Don Henley en Bernie Leadon) van Eagles 1972 - duur: 4:10
3. Lyin' eyes – (Don Henley en Glen Frey) van One of these nights 1975 - duur: 6:21
4. Already gone - (Jack Tempchin en Robb Strantlund) van On the border 1974 - duur: 4:13
5. Desperado - (Don Henley en Glen Frey) van Desperado 1973 - duur: 3:33

### kant twee
1. One of these nights – (Don Henley en Glen Frey) van One of these nights 1974 - duur: 4:51
2. Tequila sunrise – (Don Henley en Glen Frey) van Desperado - duur:  2:52
3. Take it to the limit (Randy Meisner, Don Henley en Glen Frey) van One of these nights - duur: 4:48
4. Peaceful easy feeling (Jack Tempchin) van Eagles - duur: 4:16
5. Best of my love (Don Henley, Glen Frey en John David Souther) van On the border - duur: 4:35

## Album
Dit verzamelalbum is uitgebracht op 17 februari 1976 op Asylum Records. De vier oorspronkelijke albums, waaruit dit verzamelalbus is samengesteld, zijn in verschillende studio’s opgenomen. 
- Eagles (eerste album) is geproduceerd door Glyn Johns in de Olympic Studios in Londen
- Desperado (tweede album) is geproduceerd door Glyn Johns in de Island Studios in Londen
- On the border (derde album) is geproduceerd door Bill Szymczyk in de Record Plant in Los Angeles (het nummer Best of my love is geproduceerd door Glyn Johns).
- One of these nights (vierde album) is geproduceerd door  Bill Szymczyk in de Record Plant in Los Angeles (deels) en Criteria Studios in Miami (deels).

De geluidstechnici die hebben meegewerkt aan dit album zijn: Allen Blazek, Michael Braunstein, Howard Kilgour,Ed Mashal, Michael Verdick en Don Wood. Het hoesontwerp is van Henry Diltz, Glen Christensen en Boyd Elder. De digitale re-mastering is verzorgd door Steve Hoffman en de coördinator is Irving Azoff. Het album is vanaf 1990 ook uitgebracht als Compact Disc. 

## Ontvangst
- Het album Their Greatest Hits (1971-1975) van de Eagles is zeer goed ontvangen. Het behaalde een eerste plaats in de hitlijsten in de Verenigde Staten en diverse andere landen. Een tweede plaats werd onder meer bereikt in Nederland en Groot-Brittannië.

- Het was het eerste album in de Verenigde Staten dat met platina bekroond werd (meer dan een miljoen exemplaren verkocht) en inmiddels heeft de plaat zelfs 38 maal platina ontvangen.

- Het was jarenlang het best verkochte album aller tijden in de Verenigde Staten. Na het overlijden van Michael Jackson in 2009 werd de eerste plaats overgenomen door diens album Thriller. In augustus 2018 namen de Eagles de koppositie weer over.

- De singles die op dit album staan, hebben allemaal de Amerikaanse Billboard 100 gehaald. In het Verenigd Koninkrijk kwamen drie singles in de hitparade en ook in Nederland bereikten drie singles de hitlijsten.

- Desperado is weliswaar niet op single uitgebracht, maar is wel erg succesvol. Dit nummer is 106 keer gecoverd, onder meer door Linda Ronstadt, Jess Roden, Westlife, Johnny Cash en Diana Krall. Het is ook gecoverd in het Duits (door Udo Lindenberg), Zweeds, Fins en Noors. Alleen Hotel California (dat niet op dit album staat omdat het na 1975 is uitgebracht) is vaker gecoverd.

- Dit album kreeg vijf sterren (maximaal) van de site AllMusic en van het tijdschrift Rolling Stone.

- De meeste nummers die op dit verzamelalbum staan, staan ook al jaren in de Radio 2 Top 2000.